# Скоубо, Мортен
Мортен Скоубо (дат. Morten Skoubo; род. 30 июня 1980[…], Хольстебро, Рингкёбинг) — датский футболист, игравший на позиции нападающего. Выступал за сборную Дании.

## Биография

### Клубная карьера
Начал профессиональную карьеру в датском клубе «Икаст», недалеко от места рождения. В 1999 году перешёл в «Мидтьюлланн». В том году он был одним из первых игроков клуба. ФК «Мидтьюлланн» был основан в 1999 году в результате слияния клубов «Икаст» и «Хернинг Фремад». В первом сезоне за «Мидтьюлланн» Мортен не играл в высшем дивизионе. Всего за «Мидтьюлланн» провёл 56 матчей и забил 24 мяча.
В сезоне 2002/03 перешёл в немецкий клуб «Боруссия» из Мёнхенгладбаха. В первом сезоне провёл 21 матч забил 4 мяча. В 2004 был в аренде в английском клубе «Вест Бромвич Альбион» за шесть месяцев провёл всего 2 матча и вернулся в Германию, вскоре перешёл в датский «Брондбю». «Брондбю» заплатил 600 тысяч евро за Скоубо. В «Брондбю» ему приходилось конкурировать с такими нападающими как Юхан Эльмандер. Всего провёл 41 матч и забил 19 мячей за «Брондбю» в двух сезонах.
В январе 2006 года перешёл в «Реал Сосьедад» за 2 500 000 евро. Он неплохо начал играть за «Реал Сосьедад» в феврале 2006 года он забил «Валенсии» на одиннадцатой секунде, это пятый по быстроте гол в примере.
В 2008 году Мортен перешёл в нидерландский «Утрехт», с клубом Скоуба подписал контракт до 2011 года. В команде Мортен заявлен под 9-м номером. В дебютном сезоне за клуб Скоуба провёл всего 12 матчей в чемпионате, так и не отличившись забитыми голами. На сезон 2009/10, Скоуба был отдан в аренду в клуб «Рода». Дебютировал Мортен за клуб 16 августа 2009 года, в домашнем матче против НЕКа, завершившемся победой «Роды» со счётом 1:0.

### Карьера в сборной
В сборной Дании дебютировал 11 июня 2006 в матче против Люксембурга (2:0). Всего провёл 6 матчей и забил единственный гол сборной Израиля.

## Статистика

### Матчи Скоубо за сборную Дании
| Матчи Скоубо за сборную Дании | Матчи Скоубо за сборную Дании | Матчи Скоубо за сборную Дании | Матчи Скоубо за сборную Дании | Матчи Скоубо за сборную Дании | Матчи Скоубо за сборную Дании |
| ----------------------------- | ----------------------------- | ----------------------------- | ----------------------------- | ----------------------------- | ----------------------------- |
| №                             | Дата                          | Соперник                      | Счёт                          | Голы Скоубо                   | Соревнование                  |
| 1                             | 11 июня 2003                  | Люксембург                    | 2:0                           | —                             | Чемпионат Европы 2004 (отбор) |
| 2                             | 17 ноября 2004                | Грузия                        | 2:2                           | —                             | Чемпионат мира 2006 (отбор)   |
| 3                             | 1 марта 2006                  | Израиль                       | 2:0                           | 1                             | Товарищеский матч             |
| 4                             | 27 мая 2006                   | Парагвай                      | 1:1                           | —                             | Товарищеский матч             |
| 5                             | 7 сентября 2010               | Исландия                      | 1:0                           | —                             | Чемпионат Европы 2012 (отбор) |
| 6                             | 29 марта 2011                 | Словакия                      | 2:1                           | —                             | Товарищеский матч             |

Итого: 6 матчей / 1 гол; 4 победы, 2 ничьи, 0 поражений.